# Klubi Sportiv Bylis Ballsh
Il Klubi Sportiv Bylis Ballsh è una società calcistica albanese di Ballsh, fondata nel 1972. Milita nella Kategoria Superiore, la massima serie del campionato albanese di calcio.

## Storia
Fondata nel 1972 come Ballshi i Ri, la squadra è partita da un nucleo minimo di 11 giocatori e man mano si è fatta spazio nel calcio professionistico. Ha giocato per la prima volta nella Kategoria Superiore, la massima serie, nella stagione 1997-1998, raggiungendo il 13º posto e la salvezza. Nella stagione successiva avvenne un consistente miglioramento ed il Bylis centrò il terzo posto, che valse la qualificazione alla Coppa UEFA 1999-2000.
Nella manifestazione europea, gli albanesi affrontarono il turno di qualificazione sfidando gli slovacchi dell'Inter Bratislava, che si imposero con il risultato complessivo di 5-1.
La società rimase nella massima serie fino alla stagione 2002-2003. Dopo alcune stagioni di militanza nelle serie inferiori, nella stagione 2007-2008, il primo posto nella Kategoria e Parë consentì un ritorno nella massima serie, tuttavia la permanenza nella Kategoria Superiore durò una sola stagione: nello spareggio per non retrocedere contro il Gramozi, il Bylis perse per 5-2 ai tempi supplementari, tornando tra i cadetti. Nella stagione 2009-2010 vinse la Kategoria e Parë e ritornò così in massima serie, dove rimase fino alla fine della stagione 2014-2015. Dopo l'immediato ritorno in massima serie, vi fu un'altra retrocessione immediata. Dal 2016 al 2019 la squadra militò in cadetteria, poi per un altro biennio in massima serie, prima di tornare in seconda serie. Alla fine dell'annata 2021-2022 ha riottenuto il posto in massima divisione.

## Palmarès

### Competizioni nazionali
- Kategoria e Parë: 4

2007-2008, 2009-2010, 2014-2015, 2021-2022
- Kategoria e Dytë: 2

1985-1986, 2006-2007

### Competizioni giovanili
- Kategoria Superiore U-21: 2

2020-2021, 2021-2022

### Altri piazzamenti
- Campionato albanese:

Terzo posto: 1998-1999
- Coppa d'Albania:

Finalista: 2012-2013
Semifinalista: 2019-2020
- Kategoria e Parë:

Secondo posto: 1994-1995

## Organico

### Rosa 2025-2026
Aggiornata al 13 agosto 2025.
| N. |                    | Ruolo | Calciatore       |
| -- | ------------------ | ----- | ---------------- |
| 1  | Albania (bandiera) | P     | Renato Beqaj     |
| 3  | Brasile (bandiera) | D     | Bruno            |
| 8  | Senegal (bandiera) | C     | Ousmane Kane     |
| 13 | Albania (bandiera) | D     | Fabjan Perndreca |
| 14 | Brasile (bandiera) | A     | Igor             |
| 16 | Nigeria (bandiera) | A     | Ibrahim Mustapha |
| 19 | Albania (bandiera) | A     | Endri Çelaj      |
| 20 | Nigeria (bandiera) | C     | Malomo Ayodeji   |

| N. |                    | Ruolo | Calciatore              |
| -- | ------------------ | ----- | ----------------------- |
| 21 | Albania (bandiera) | C     | Henri Sulovari          |
| 22 | Albania (bandiera) | C     | Ervis Kasaj             |
| 44 | Albania (bandiera) | D     | Aurel Marku             |
| 77 | Albania (bandiera) | D     | Marin Abazaj (capitano) |
|    | Francia (bandiera) | P     | Jérémy Vachoux          |
|    | Spagna (bandiera)  | D     | David Carmona           |
|    | Albania (bandiera) | A     | Serxhio Emini           |

### Staff tecnico
- Allenatore:  Gentian Mezani
- Vice-Allenatore:  Konstantinos Michailidis
- Team Manager:  Julian Meta
- Preparatore dei portieri: ?
- Preparatore atletico: ?
- Medico sociale: ?

### Rosa 2019-2020
| N. |                      | Ruolo | Calciatore        |
| -- | -------------------- | ----- | ----------------- |
| 1  | Albania (bandiera)   | P     | Isli Hidi         |
| 2  | Albania (bandiera)   | D     | Franc Ymeralilaj  |
| 4  | Albania (bandiera)   | C     | Andi Hadroj       |
| 5  | Albania (bandiera)   | D     | Stivian Janku     |
| 6  | Albania (bandiera)   | C     | Serxho Ujka       |
| 7  | Albania (bandiera)   | C     | Eridon Qardaku    |
| 8  | Albania (bandiera)   | C     | Donald Mëllugja   |
| 9  | Argentina (bandiera) | A     | Diego Celis       |
| 10 | Albania (bandiera)   | C     | Valentino Murataj |
| 11 | Nigeria (bandiera)   | A     | Beji Anthony      |
| 12 | Albania (bandiera)   | P     | Festim Miraka     |

| N. |                        | Ruolo | Calciatore      |
| -- | ---------------------- | ----- | --------------- |
| 13 | Albania (bandiera)     | D     | Jurgen Goxha    |
| 14 | Albania (bandiera)     | C     | Mario Barjamaj  |
| 15 | Albania (bandiera)     | D     | Ditmar Biçaj    |
| 16 | Albania (bandiera)     | D     | Edison Ndreca   |
| 17 | Nigeria (bandiera)     | C     | Odirah Ntephe   |
| 19 | Camerun (bandiera)     | A     | Michel Vaillant |
| 20 | Mali (bandiera)        | A     | Saliou Guindo   |
| 22 | Ghana (bandiera)       | A     | Fredrick Opoku  |
| 24 | Albania (bandiera)     | C     | Kevin Aliaj     |
| 25 | Albania (bandiera)     | D     | Ardit Peposhi   |
| 33 | Azerbaigian (bandiera) | C     | Eltun Turabov   |

## Statistiche

### Partecipazioni ai tornei internazionali
| Competizione | Partecipazioni | Debutto   | Ultima stagione | Totale |
| ------------ | -------------- | --------- | --------------- | ------ |
| Coppa UEFA   | 1              | 1999-2000 | 1999-2000       | 1      |